# City of Burnside
City of Burnside är en region i Australien. Den ligger i delstaten South Australia, nära delstatshuvudstaden Adelaide. Antalet invånare är 44 500.
Följande samhällen finns i Burnside:
- Kensington Gardens
- Beaumont
- Mount Osmond
- Linden Park
- Glenunga
- Wattle Park
- Hazelwood Park
- Tusmore
- Leabrook

Runt Burnside är det i huvudsak tätbebyggt. Runt Burnside är det mycket tätbefolkat, med 1 754 invånare per kvadratkilometer. Genomsnittlig årsnederbörd är 593 millimeter. Den regnigaste månaden är juli, med i genomsnitt 95 mm nederbörd, och den torraste är december, med 13 mm nederbörd.